# Шервани, Имран
Имран Ахмед Хан Шервани (англ. Imran Ahmed Khan Sherwani, род. 9 апреля 1962, Сток-он-Трент, Стаффордшир) — английский и британский хоккеист (хоккей на траве), нападающий. Олимпийский чемпион 1988 года, серебряный призёр чемпионата мира 1986 года, серебряный призёр чемпионата Европы 1987 года.

## Биография
Имран Шервани родился 9 апреля 1962 года в британском городе Сток-он-Трент в Англии. По происхождению пакистанец.
Начал играть в хоккей на траве в 14-летнем возрасте. Играл за «Норт-Стаффорд», «Сторпорт», «Стоун» и «Лик».
Совмещал хоккей на траве с работой в полиции Стаффордшира, однако был вынужден покинуть её из-за того, что спортивная подготовка стала более интенсивной. Шервани, как и его отец, выступавший за сборную Пакистана по хоккею на траве, стал газетным киоскёром. 
В 1984 году должен был сыграть за сборную Великобритании по хоккею на траве на летних Олимпийских играх в Лос-Анджелесе, но пропустил их из-за травмы.
В 1986 году в составе сборной Англии завоевал серебряную медаль чемпионата мира в Лондоне.
В 1987 году в составе сборной Англии завоевал серебряную медаль чемпионата Европы в Москве.
В 1988 году вошёл в состав сборной Великобритании по хоккею на траве на летних Олимпийских играх в Сеуле и завоевал золотую медаль. Играл на позиции нападающего, провёл 7 матчей, забил 3 мяча (два в ворота сборной ФРГ, один — Канаде).
В течение карьеры провёл за сборную Великобритании 45 матчей, за сборную Англии — 49.
По окончании игровой карьеры работал тренером в «Лике», директором по хоккею на траве в колледже Денстон в Стаффордшире, финансовым консультантом.

## Семья
Трое сыновей Шервани также играли в хоккей на траве за английский «Кэннок».